# Tancament de forma

Fig.1.L’animació mostra una agulla per a estendre roba.

Dimensions de peces estàndard de maons de Lego.

En les unions mecàniques entre dues o més peces, un tancament de forma es basa en la forma relativa de les peces i de l’element d’unió. Les unions poden ser fixes, articulades o d’un altre tipus.
En els conjunts muntats, les forces que poden actuar poden ser diverses. Sovint, a més de les formes relatives, hi ha altres efectes (fregament, forces elàstiques, adhesius,...) que cal tenir en compte per a un funcionament correcte. Per exemple: dues peces de Lego es munten amb una petita interferència. El plàstic és prou elàstic i proporciona una petita força d’ancoratge. Un muntatge balder no oferiria cap esforç d’ancoratge i l’estabilitat de conjunts amb centenars de peces seria molt precària.
Els tancaments de forma es poden observar en objectes i eines d’ús quotidià des de les èpoques primitives fins a aplicacions més avençades.
Dins dels tipus d'unions es poden considerar la unió de forma,
la unió de força i la unió amb un element d'unió.
- Comentaris de l'animació de la figura 1.

Formada per tres peces: dos braços (de fusta o plàstic) i una molla amb palanques. La molla es munta a pressió, inserint les palanques en les ranures dels braços. La molla queda amb una certa tensió. La forma dels braços i de la molla, i la tensió inicial, asseguren una unió estable del conjunt. I permeten els moviments de funcionament: obrir, tancar i proporcionar una força de subjecció.

## Exemples

### Armes primitives

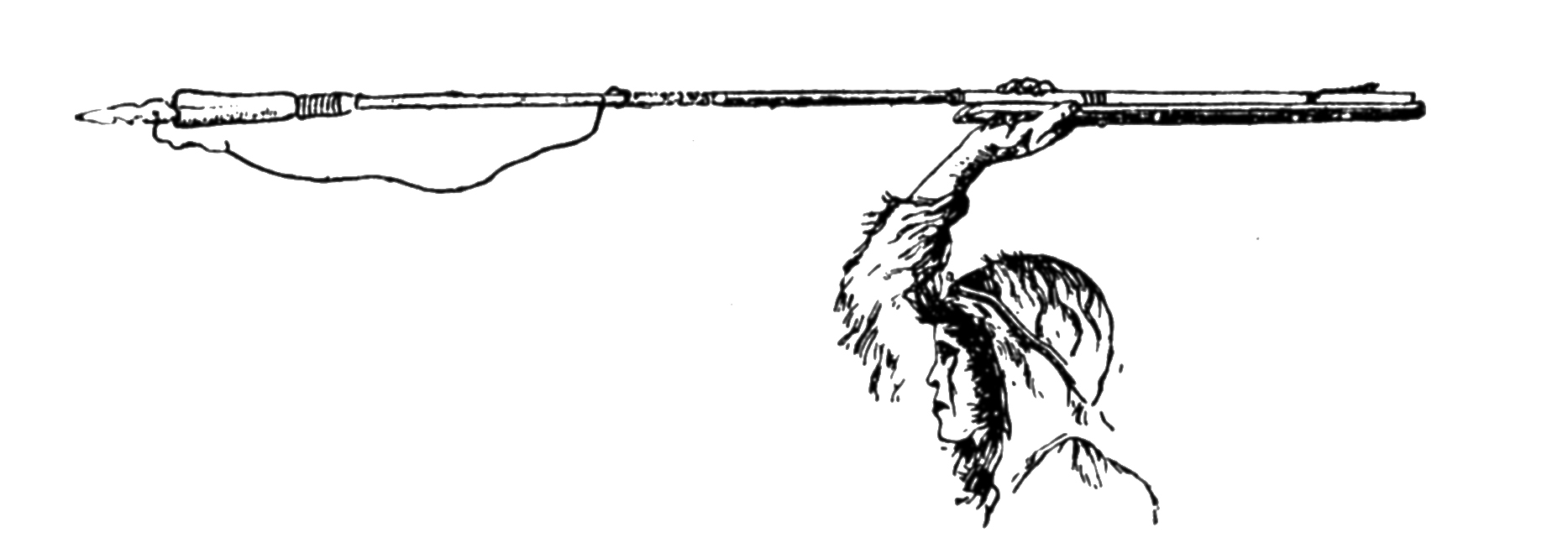
Inuit fent ús d'un propulsor

Els propulsors per a llançar javelines disposen d'una dent o protuberància per a que reposi la base del projectil. La unió provisional entre el propulsor i el projectil és un tancament de forma.

### Violí
- La figura 1 mostra la peça anomenada ànima del violí.[8] Una petita peça cilíndrica de fusta que es munta amb una lleugera interferència entre a taula harmònica i el fons. Sense cap cola. Un tancament de forma fix que es pot desmuntar.
- Les clavilles d’afinació d’un violí tenen una part lleugerament cònica que s’allotja en un forat cònic del cap de l’instrument. Quatre clavilles, quatre forats. Tancament de forma.

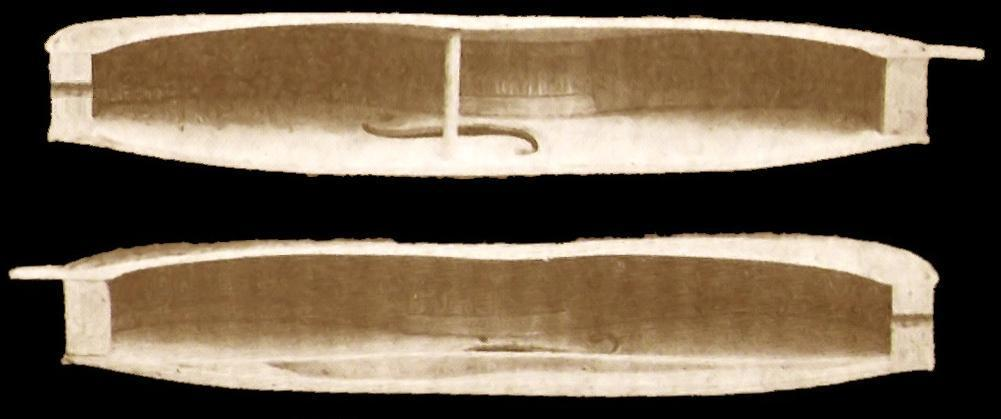
Figura 1. Secció mostrant l'ànima.
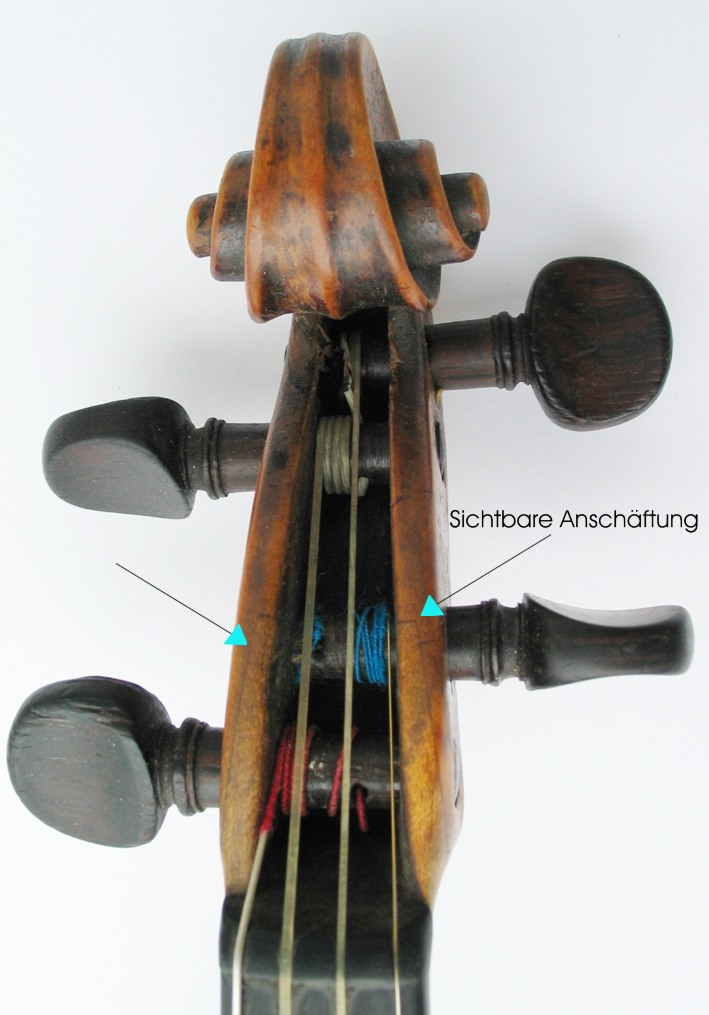
Figura 2. Claviller d'afinació.
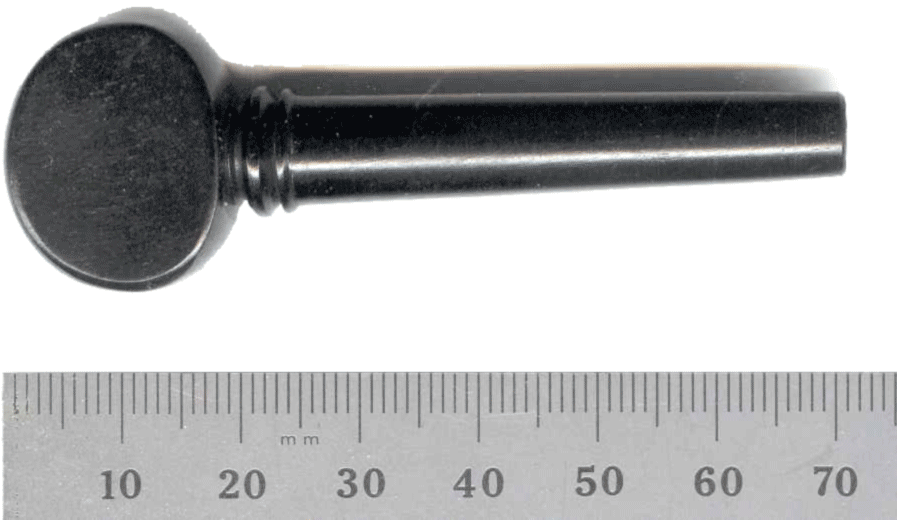
Figura 3. Clavilla d'afinació. Lleugerament cònica.

### TransmissióTransmatic[9]
L'any 1987 es va comercialitzar una transmissió variable contínua basada en una cinta de metall (multi-peça). El projecte i la fabricació eren, també, de Van Doorne. El sistema de funcionament era semblant al del Variomatic. Però les noves cintes de metall treballaven a compressió, a diferència de les de goma, que transmetien la força per tracció.
La cinta multipeça estava formada per una munió de petites peces d'acer muntades entre dos cintes flexibles d'acer trempat. Cada petita peça anava guiada per un fleix a cada costat. Tancament de forma.

### Trencaclosques
Hi ha diversos trencaclosques tridimensionals basats en tancaments de forma.

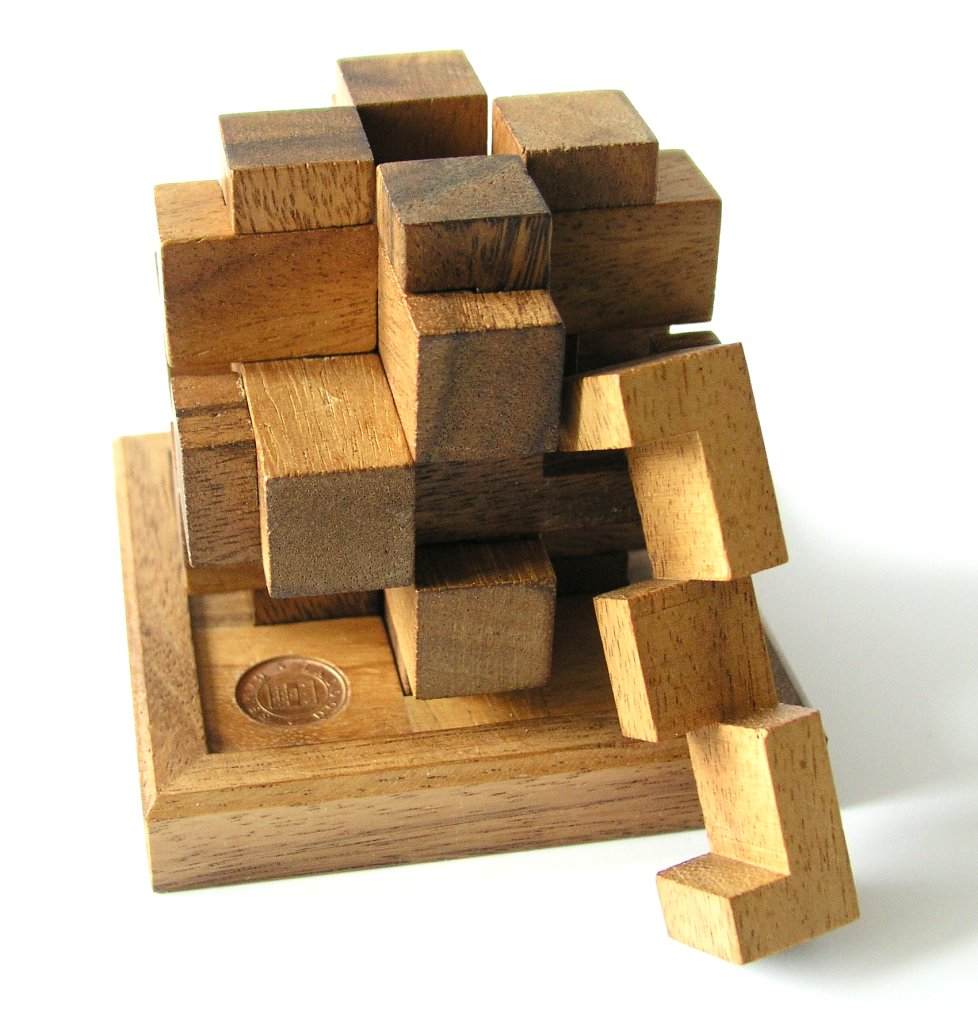
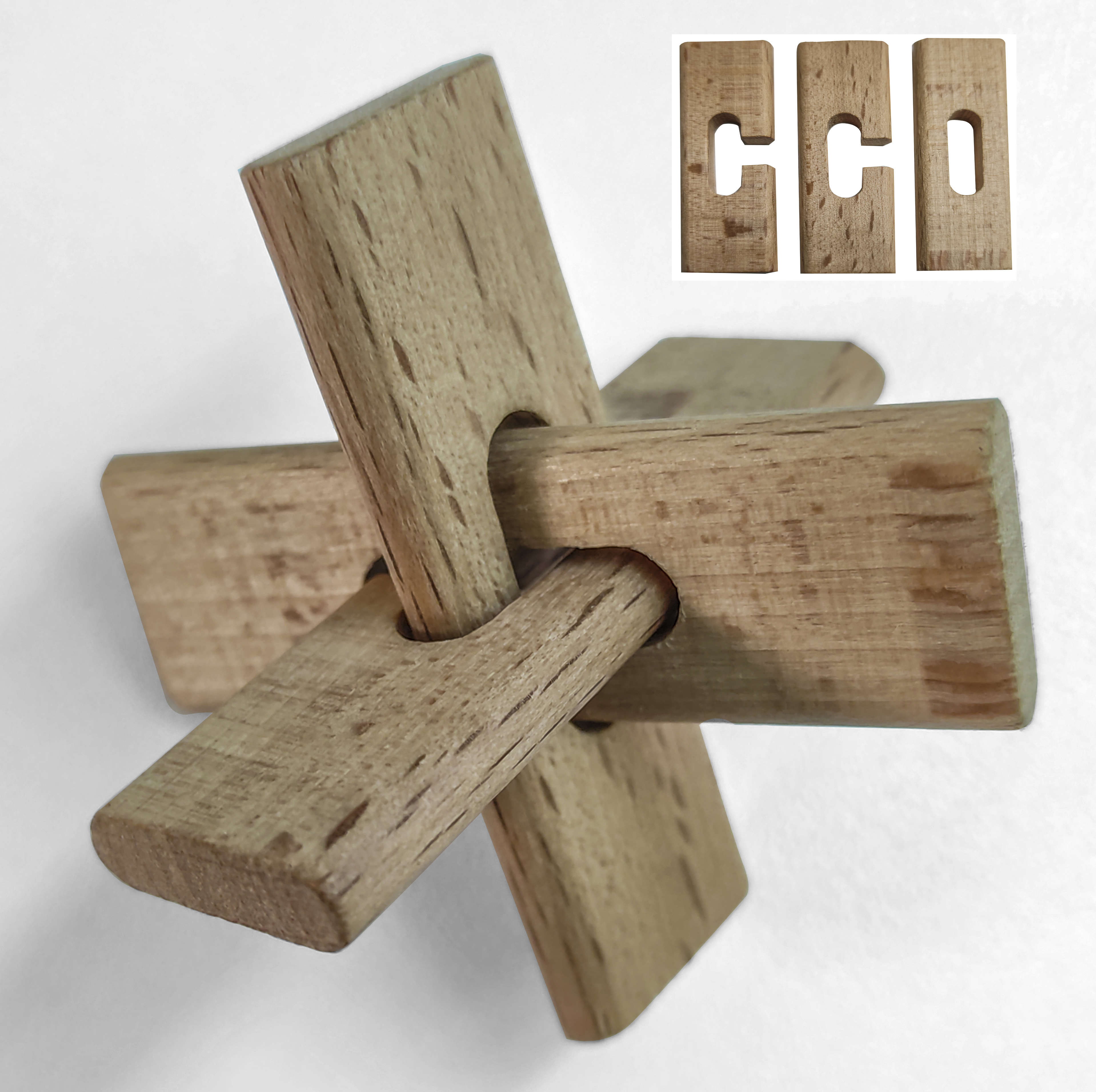

### Pedra seca
Les construccions de pedra seca, en estat natural o treballada, basen l’estabilitat en la forma relativa de les pedres i la disposició del conjunt. Considerant la gravetat i el fregament, constitueixen una solució tradicional i un exemple de tancament de forma.

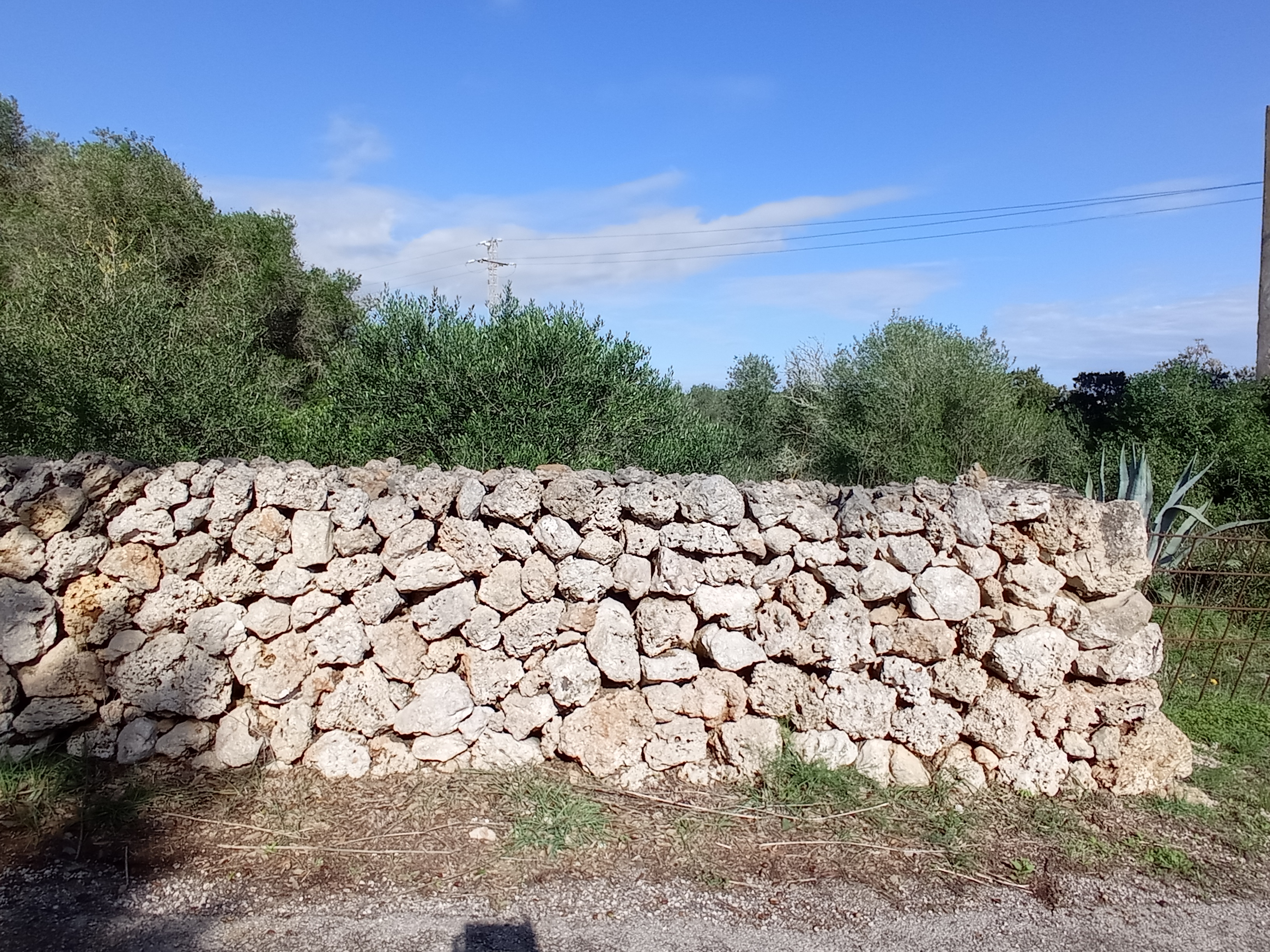
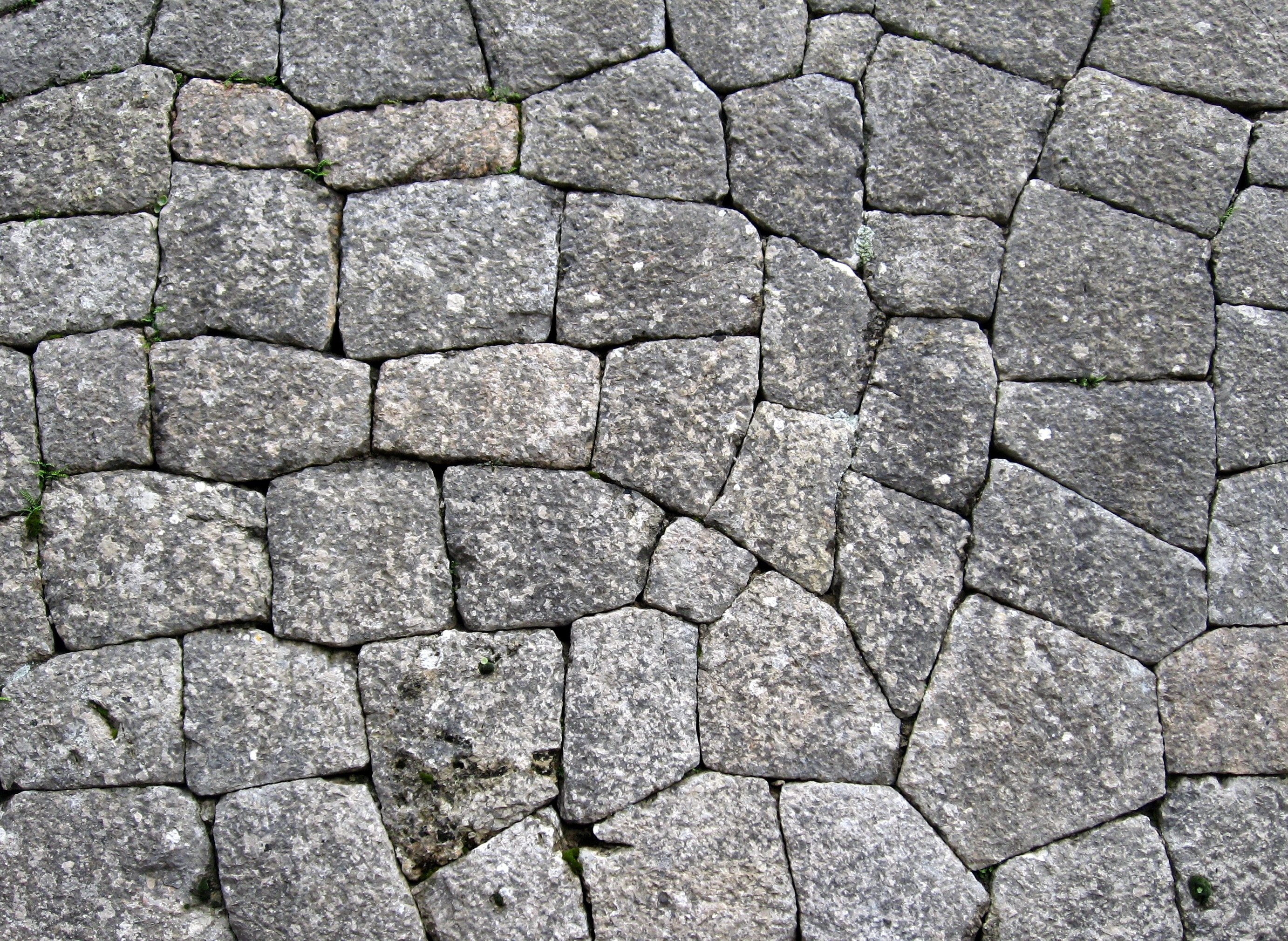
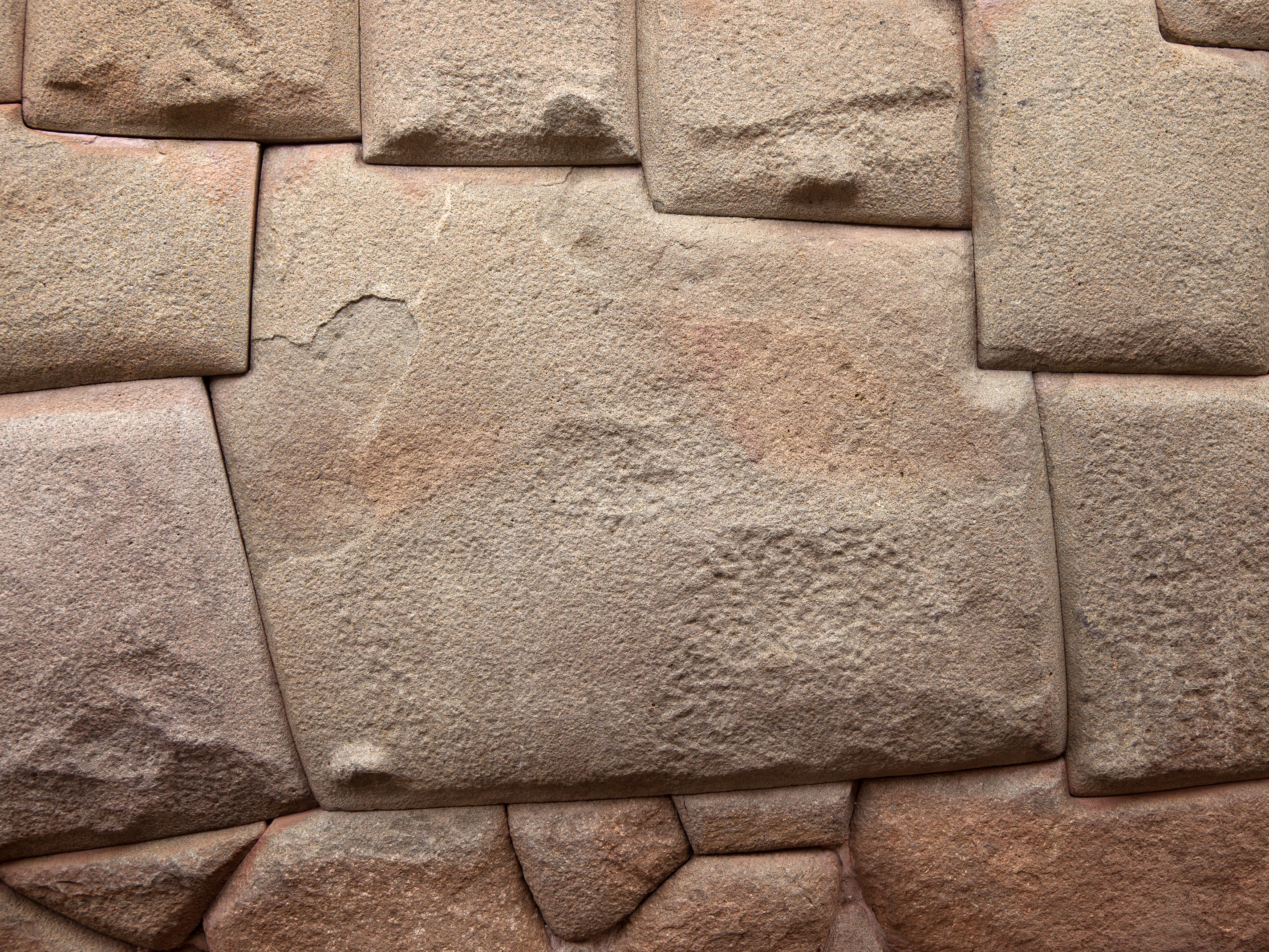

### Cremalleresivetes adherents
Es tracta de elements d’unió amb funcions similars i basats en conceptes diferents. Tots dos són tancaments de forma.

Funcionament de tancament d'una cremallera
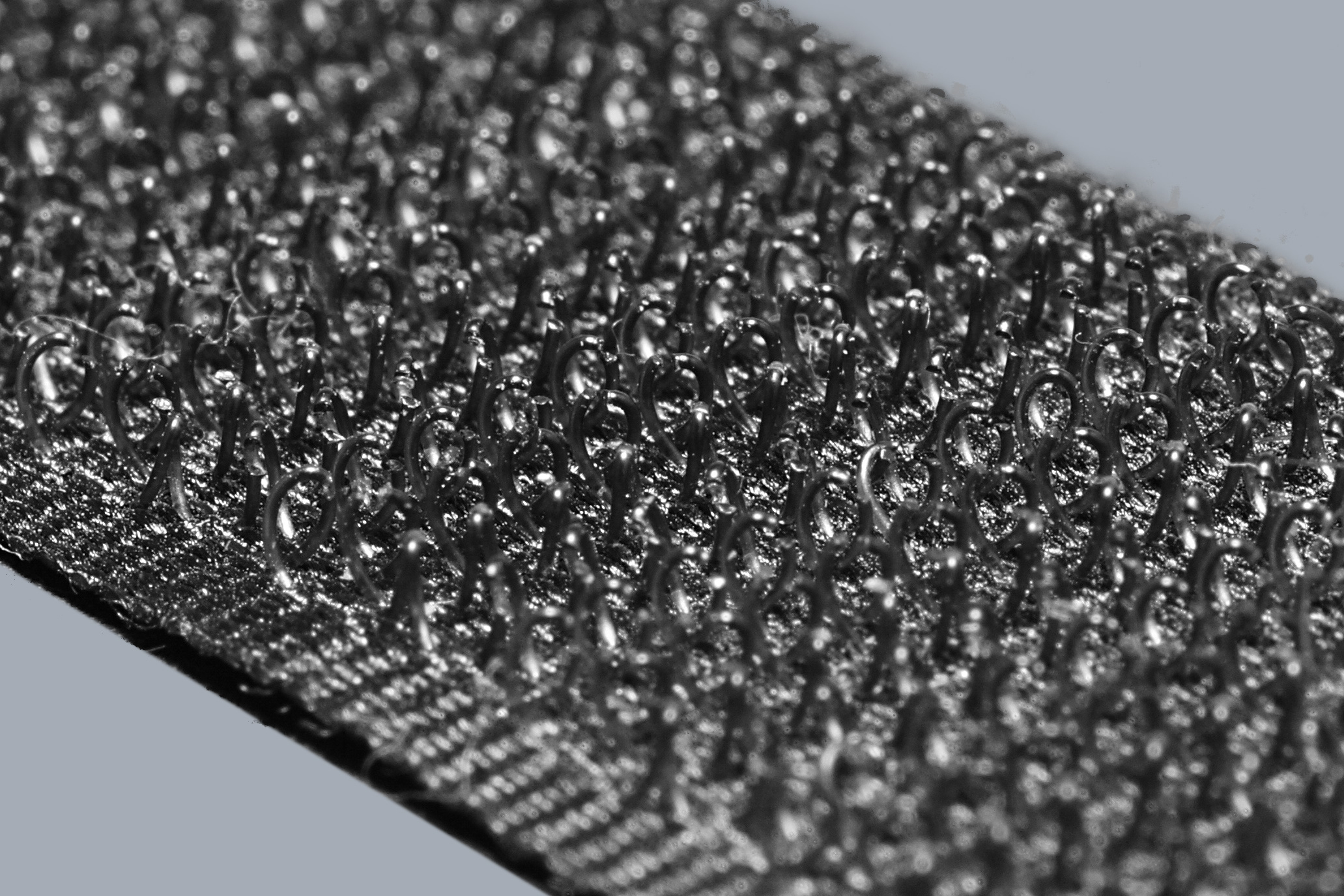
Cinta amb ganxos (Velcro)
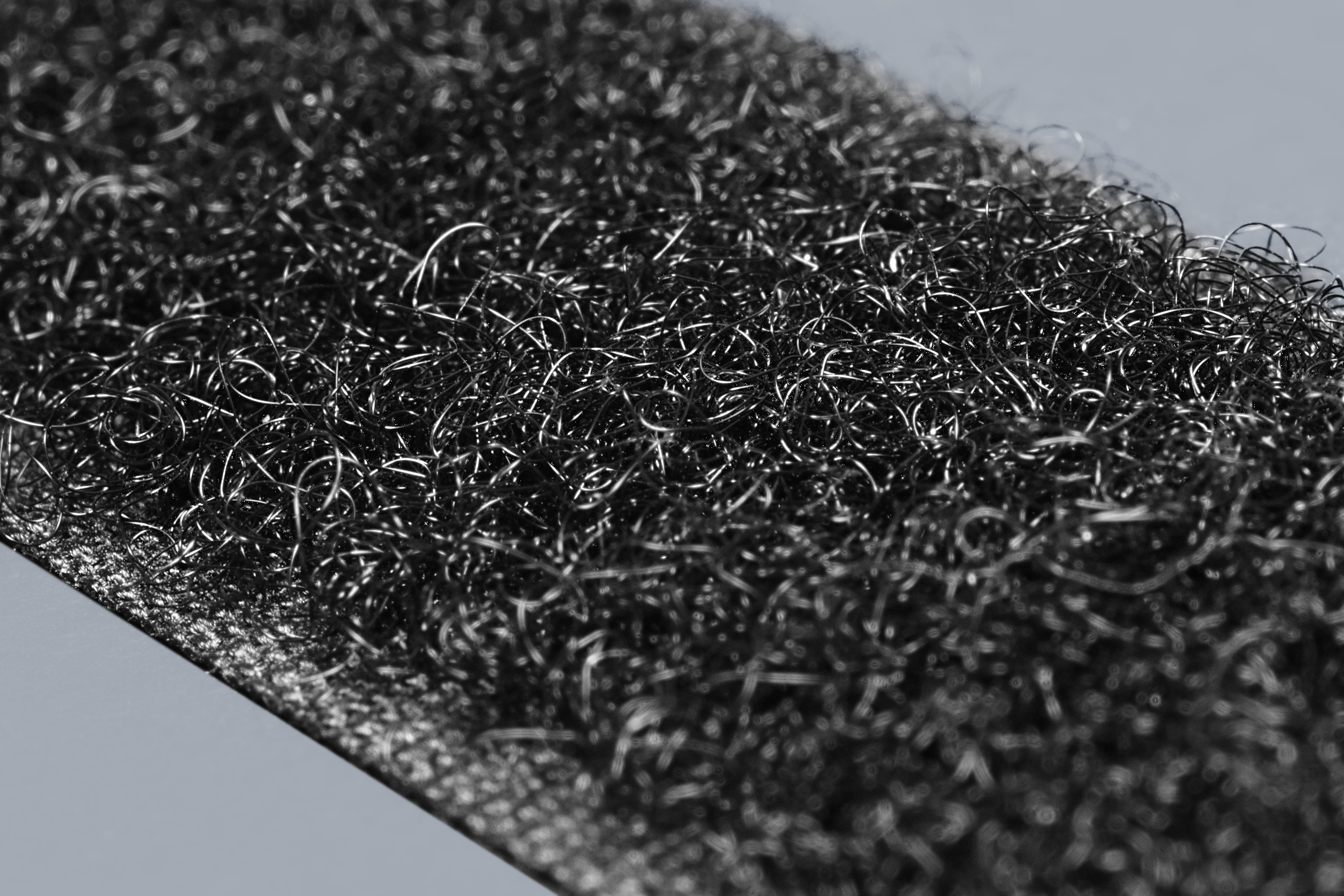
Cinta amb llaços (Velcro)

### Taps i tapadores
El setrill antidegoteig de Rafael Marquina incorpora un tap de vidre esmerilat. Moltes teteres tenen una tapadora amb tancament de forma. Vegeu detalls de la fabricació a la referència.

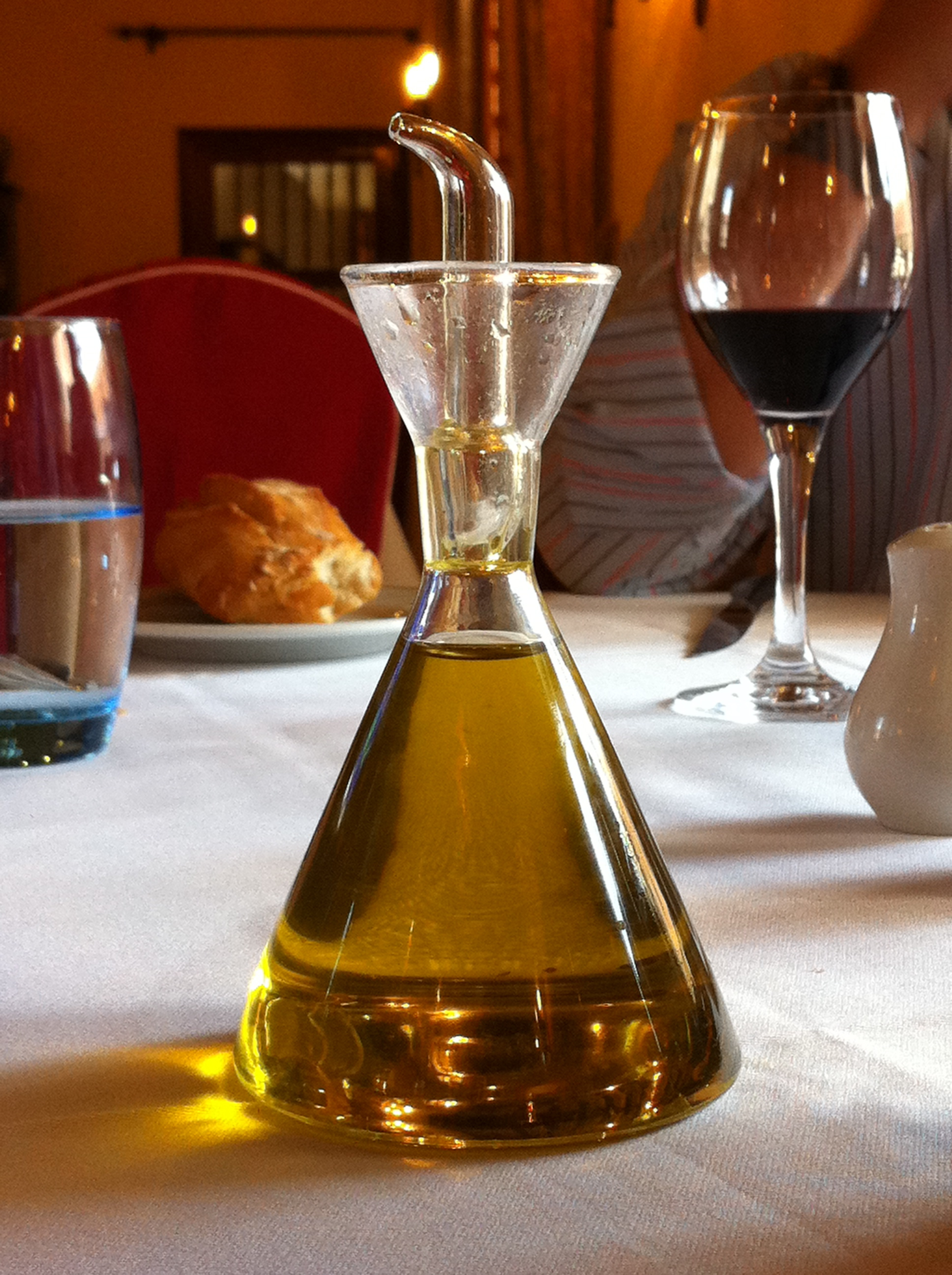
Setrill Marquina
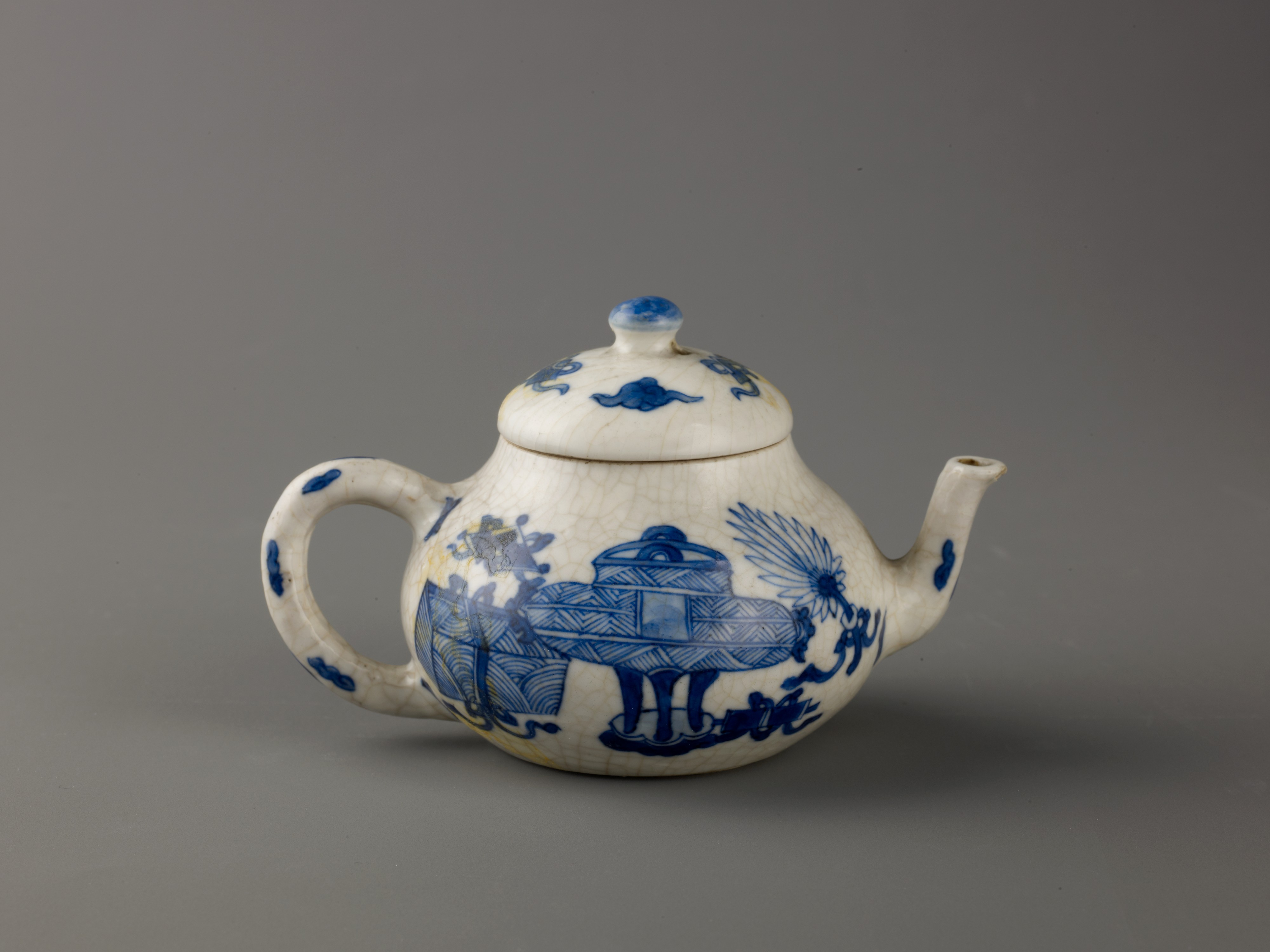
Tetera de porcellana

### Ànima estriada

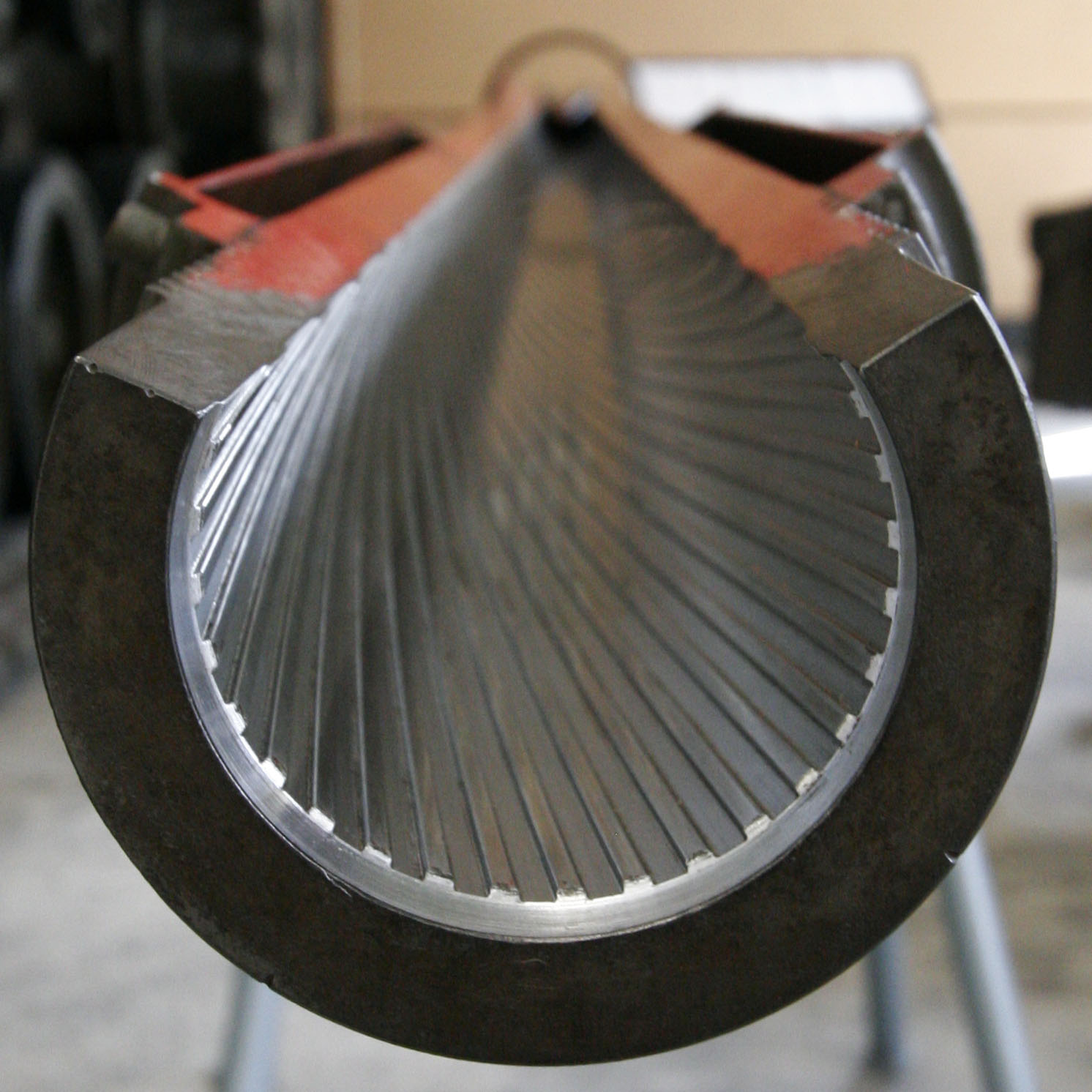
Ratllat de l'ànima d'un canó de tanc de 105 mm seccionat.

L'ànima estriada (o ànima ratllada) d'una arma s'obté en gravar estries o solcs helicoïdals a l'interior del canó d'una arma de foc, la qual cosa en disparar imparteix un moviment de rotació al projectil al llarg del seu eix longitudinal.
Això serveix per estabilitzar giroscòpicament aquest projectil, millorant-ne l'estabilitat aerodinàmica i com a conseqüència, la seva precisió.
El projectil, forçat pels gasos de la pólvora, treballa com un tancament de forma amb les estries de l’ànima.